# Адронная эпоха
В физической космологии адро́нная эпо́ха, или эпо́ха адро́нов — это период в эволюции ранней Вселенной, в течение которого в массе Вселенной доминировали адроны. Она началась примерно на 10−6 секунде после Большого взрыва, когда температура Вселенной спала достаточно, чтобы позволить кваркам из предыдущей кварковой эпохи соединяться в адроны. Изначально температура была достаточно высокой, чтобы образовались пары адрон/антиадрон, что удерживало материю и антиматерию в термальном равновесии. Однако со снижением температуры Вселенной пары адрон/антиадрон прекратили появляться. Большинство адронов и антиадронов после этого взаимно аннигилировали, после чего сохранился лишь небольшой остаток адронов. Разрушение антиадронов завершилось до первой секунды после Большого взрыва, когда началась следующая, лептонная эпоха.